# Элиза Эскильсдоттер
Элиза Эскильсдоттер (норв. Elise Eskilsdotter; ум. около 1483) — норвежская дворянка.
Элиза была дочерью Эскильда Огесена (швед. Eskild Ågesen) и Элисабет Якобсдоттер Хегле (швед. Elisabeth Jakobsdatter Hegle). Её отец был рыцарем из Скании, региона на юге Швеции. Около 1420 года она вышла замуж за норвежского дворянина Олава Нильссона (около 1400—1455), который принадлежал к знатному роду Сканке.
Олав Нильссон был членом риксрода Норвегии. Он был посвящён в рыцари королём Померании Эриком в 1430 году. В 1438 году Олав Нильссон был назначен капитаном крепости Бергенхус. Около 1440 года он стал феодальным сюзереном в Рюфюльке в Ругаланне (Норвегия). Олав Нильссон был богатым землевладельцем с собственностью как в Норвегии, так и в Дании. Позднее он служил королю Дании Кристиану I в качестве капера во время войны между Кальмарской унией и Ганзейским союзом (1426—1435). После заключения Вордингборгского договора в июле 1435 года король Кристиан I заключил мир с Ганзейским союзом. Однако Олав Нильссон продолжал нападать на немецкие торговые суда вопреки воле короля. В результате в 1453 году король отправил его в отставку. В 1455 году Олав Нильссон был убит в аббатстве Мункелив вместе со своим сыном Нильсом, братом Педером Нильссоном Сканке, а также Лейфом Тором Олафссоном, епископом Бергена.
После смерти Олава Нильссона Элиза Эскильсдоттер и её дети вели открытую войну против торговли немецкого купечества Бергена. Её старший сын Олав погиб в кораблекрушении в 1465 году, но младший сын Аксель продолжал это дело. Как и многие другие представители норвежской знати, Элиза Эскильсдоттер также выступала против датского господства над Норвегией. В 1468 году датский король Кристиан I конфисковал её поместье, потому что больше не считал её верной себе. Элиза умерла около 1483 года.

## Дополнительные источники
- Carlquist, Gunnar (1937) Svensk uppslagsbok. Bd 20 (Malmö: Svensk Uppslagsbok AB)

## Related reading
- Øye, Ingvild (1994) Bergen and the German Hansa (Bergen: Bryggens Museum) ISBN 9788290289527
- Nicolle, David (2014) Forces of the Hanseatic League: 13th — 15th Centuries (Osprey Publishing) ISBN 9781782007791
- Hetland, Ingebrigt (2008) Pirater og sjørøvere i norske farvann (Pantagruel Forlag AS) ISBN 9788279003236
- Stanton, Charles D. (2015) Medieval Maritime Warfare (Pen and Sword Books) ISBN 9781473856431